# 팬그램

Times New Roman 글꼴을 보기 위한 팬그램 예

팬그램(영어: Pangram ←그리스어: παν γράμμα 판 그람마[*], '모든 글자'라는 뜻)은 주어진 모든 문자를 적어도 한 번 이상 사용하여 만든 문장을 뜻한다. 팬그램은 로렘 입숨처럼 글꼴 샘플을 보여주거나 장비를 테스트하는 데 사용된다. 영어 팬그램으로 가장 유명한 ‘The quick brown fox jumps over the lazy dog’는 19세기부터 사용되어 왔으며,  웨스턴 유니언사가 텔렉스/TWX 데이터 통신 장비의 정확도와 신뢰도를 시험하기 위해 사용되었으며, 마이크로소프트 윈도우의 글꼴 보기 등을 비롯한 수많은 프로그램에서 사용되고 사용하였다.
팬그램은 모든 음소문자 기반 언어로 만들 수 있다. 예를 들어 독일어 문장 Victor jagt zwölf Boxkämpfer quer über den großen Sylter Deich은 움라우트(ä, ö, ü)와 ß을 포함한 모든 알파벳을 사용하고 있다.
어떤 의미에서 팬그램은 하나 혹은 그 이상의 특정 문자를 사용하지 않고 문장을 만드는 리포그램과 반대되는 개념으로 볼 수 있다.
일반적으로 팬그램은 그 길이가 짧으면 짧을수록 더 흥미롭다. 가능한 한 최소한의 글자의 반복을 포함한 팬그램을 만드는 일은 결코 쉬운 일이 아니다. 좀 더 긴 팬그램 문장은 특별한 내용을 담거나 익살스럽든지 특이해야 그 자체로써의 주목할 가치가 있다.

## 다른 문자 체계
한자 등의 표어문자 체계로는 모든 문자를 사용한 팬그램을 만들 수는 없다. 하지만 해당 문장을 로마자 표기법에 따라 옮겨 모든 로마자가 한 번 이상 사용되도록 만들 수는 있다.
일본어 표기에 쓰이는 모든 한자를 포함한 문장은 만들 수 없으나, 음절문자인 모든 가나 글자를 포함한 문장은 만들 수 있다. 이로하 노래는 로마자 이외의 문자 체계를 쓰는 고전적인 팬그램의 예이다.
중국어 한자로 된 《천자문》은 모든 한자가 사용돠자는 않았으나, 1000 글자의 한자가 정확히 한 번씩만 사용된다. 한자 永는 한자를 쓸 때의 기본적인 획을 포함하고 있어 영자팔법으로 이용된다.
윈도우 비스타 이후의 한국어판 윈도우 글꼴 보기에서 사용되는 ‘다람쥐 헌 쳇바퀴에 타고파’도 한글 자음을 모두 사용한 한국어 팬그램이다.

## 자기 열거 팬그램
자기 열거 팬그램(self-enumerating pangram)은 팬그램 문장 스스로가 사용한 문자의 정확한 개수를 설명하고 있는 팬그램을 말한다. 설명하는 문장을 바꾸면 사용 문자의 수도 함께 바뀌기 때문에 이런 종류의 팬그램을 찾는 일은 대단히 복잡하다.
특히 다음 팬그램은 인공지능 연구자이자 사이언티픽 어메리칸의 기고자 더글러스 호프스태터, 네덜란드 언어학자이자 수필가인 뤼디 커우스브루크 (Rudy Kousbroek), 영국의 전기 엔지니어인 리 샐로즈(Lee Sallows) 사이의 장난에서 나와서 더욱 흥미로운 종류의 팬그램이다. 호프스태터는 스스로를 설명하는 문장을 만드는 문제를 내었고 이에 샐로우즈가 다음의 문장을 고안해 내게 되었다. 이 문장에서 j, q, z 글자가 빠져서 완벽한 팬그램은 아니다.
Only the fool would take trouble to verify that his sentence was composed of ten a's, three b's, four c's, four d's, forty-six e's, sixteen f's, four g's, thirteen h's, fifteen i's, two k's, nine l's, four m's, twenty-five n's, twenty-four o's, five p's, sixteen r's, forty-one s's, thirty-seven t's, ten u's, eight v's, eight w's, four x's, eleven y's, twenty-seven commas, twenty-three apostrophes, seven hyphens and, last but not least, a single !.
네덜란드의 커우스브루크는 샐로즈의 결과를 보고서 자신의 신문 컬럼에 이 네덜란드판 팬그램을 발표했다. 다시 이 결과를 보고서 샐로즈는 1984년에 이 문제를 풀기 위한 전용 기계인 "팬그램 기계" (Pangram Machine)를 만들기로 결정했다. 이 기계는 처음 몇 글자의 문장을 입력하면 글자를 세어가며 문장을 늘여간다. 이 결과는 나중에 사이언티픽 어메리칸 1984년 10월판에 다음과 같이 실렸다.
This Pangram contains four a's, one b, two c's, one d, thirty e's, six f's, five g's, seven h's, eleven i's, one j, one k, two l's, two m's, eighteen n's, fifteen o's, two p's, one q, five r's, twenty-seven s's, eighteen t's, two u's, seven v's, eight w's, two x's, three y's, & one z.

## 팬그램 윈도
팬그램 윈도(pangrammatic window)는 일반적인 텍스트 속에서 자연스럽게 팬그램이 형성되는 텍스트 일부분의 범위를 말한다.
가장 짧은 예는 Lillie de Hagermann-Lindencrone의 1912년 책 In the Courts of Memory 56 쪽에 나오는 걸로 알려져 있다.
"I sang, and thought I sang very well; but he just looked up into my face with a very quizzical expression, and said, 'How long have been singing, Mademoiselle?'"
47자의 예는 인터넷에서 발견되었다.
"JoBlo's movie review of The Yards: Mark Wahlberg, Joaquin Phoenix, Charlize Theron..."

## 같이 보기
- 로골로지
- 애너그램
- 회문
- 리포그램
- 아이서그램
- 근접어
- 낱말 놀이
- 이로하 노래
- 천자문